# David Moses
David Moses (* 20. ledna 2004) je nigerijský profesionální fotbalista, který hraje na pozici středního záložníka za český klub SK Slavia Praha.

## Klubová kariéra
Moses nastoupil do akademie Karviné v březnu 2022.
V A-týmu slezského celku si Moses odbyl svůj debut 18. listopadu 2022, kdy nastoupil do závěru utkání osmifinále českého poháru proti pražské Slavii. V ligovém utkání debutoval až 7. května 2023, kdy odehrál závěrečnou půlhodinu druholigového utkání proti Prostějovu. V posledních čtyřech zápasech v sezoně Moses nastoupil vždy v základní sestavě a dvěma asistencemi pomohl Karviné ke konečné první příčce a k postupu do nejvyšší soutěže.
Ve Fortuna:Lize Moses debutoval v zápase prvního kola sezoně 2023/24 proti Zlínu. V průběhu podzimní části sezony nastupoval pravidelně jako střídající hráč. 14. února 2024 byl Moses vyloučen v ligovém utkání proti Pardubicím a dostal trest na dvě utkání. Na hřiště se vrátil na začátku března a do konce sezony patřil Moses ke stabilním členům základní sestavy, pomohl Karviné k záchraně v nejvyšší soutěži po úspěšně zvládnuté baráži proti Vyškovu. Dohromady v sezoně 2023/24 nastoupil k 25 soutěžním utkáním. V létě 2024 byl Moses spojován s přestupem do pražské Slavie, kam nakonec 18. prosince téhož roku přestoupil.
O své místo v základní sestavě Karviné nepřišel ani po příchodu nového trenéra Martina Hyského na začátku sezony 2024/25.
Slávia Praha 
Dne 18.12.2024 přestoupil David Moses do Slávie Praha z Karviné.
Svůj první zápas za Slávii odehrál 8.2.2025 při výhře nad Pardubicemi 2:0 (odehrál 10 min.). Svůj první gól vstřelil 12.4.2025 proti Karviné (svému bývalému klubu) když dával už čtvrtý gól Slávie v tomto zápase. Slávisté nakonec vyhráli nad Karvinou 4:0. O dva zápasy později oslavil se Slávií titul chance ligy proti Sigmě Olomouc při výhře 5:0. To bylo 26.4.2025.